# 澎湖黑糖糕
澎湖黑糖糕，為台灣澎湖縣風味獨特的黑糖製糕點，主要的原料為黑糖、水、低筋麵粉、樹薯粉、泡打粉、小蘇打、白芝麻等，在日治時期由沖繩的琉球粿加以改良而來，發明人為馬公市糕餅師傅陳克昌。

## 簡介
黑糖糕源自日治時期，日本人遷居澎湖於馬公市南甲開設餅舖「丸八」糕餅師傅發明，招收當地學徒一同製作日式糕餅，黑糖糕技藝自此傳入澎湖。
1945年日治時期結束後，日本人離開澎湖，澎湖學徒自行開店，並將原琉球式黑糖糕（琉球粿）揉合澎湖糕餅風味改良，原型類似發粿。黑糖糕最初僅是逢年過節、廟會祭祀用的供品，時移日易，後觀光業興起，因口味獨特，透過口碑聲名遠播，已經漸漸風靡全台，現為澎湖極具代表性的伴手禮。

## 起源
澎湖糕餅師傅源自於水月堂，為日本人所開，專門販賣日式糕餅，陳克昌當時應募進去學習日本餅製作，同住所附近的琉球人丸八幾經交流，習得琉球粿的作法；此外，陳克昌的父親陳拱元也是糕餅批發商，而自身也是製作傳統糕餅、壽桃包、中秋餅和上元龜的糕餅師傅，陳克昌可謂博通傳統和日式糕餅的作法。:40-41
第二次世界大戰期間，陳克昌暫於日本海軍工作，1945年戰爭結束後失業，陳克昌便舊業重操，身兼糕餅師傅與糕餅批發二職。因陳克昌綽號「月仔」，店鋪的名稱就叫做「月進堂」，後來陳克昌也開始研發其他糕餅的作法，後世聞名的黑糖糕便是在此時改良出來。最初的黑糖糕呈現圓形，原料放入圓碗，再放進日本蒸斗排好蒸熟。現在普遍常見「方形」、切割「小塊」的盒裝黑糖糕，是在1990年代之後為了應景觀光產業發展，為了方便放置包裝盒攜帶才改變的。:41

## 派系列表
| 店名   | 創辦人     | 開業時間         | 備註 |
| ------ | ---------- | ---------------- | --- |
| 水月堂 | 箴島美津代 | 日治時期         | 父-陳拱元，子-陳克昌為其店鋪學徒。                                                                                  |
| 丸八   | 丸八       | 日治時期         | 琉球糕餅師傅，與陳克昌是鄰居。                                                                                      |
| 月進堂 | 陳克昌     | 戰後初期至1974年 | 黑糖糕於此時期改良研發出來。                                                                                        |
| 水月堂 | 陳春雄     | 1974年夏         | 陳春雄為陳克昌長子。                                                                                                |
| 源利軒 | 陳春雄     | 1975年           | 陳春雄為陳克昌長子。                                                                                                |
| 春仁   | 陳春仁     | 1993年           | 陳春仁為陳克昌次子，原在源利軒幫忙，後自行獨立開業。                                                                |
| 水月堂 | 葉玉煉     | 2002年           | 葉玉煉為陳克昌外孫，亦是陳春仁學徒。                                                                                |
| 其他   |            |                  | |
| 黑妞   | 鄭龍蛟     | 1994年           | 寰一實業有限公司旗下品牌，鄭龍蛟原為特產代理批發商。 「黑妞黑糖糕」乃鄭龍蛟與糕餅店老師傅自行討論研發而販售的品牌。 |
| 媽宮   | 洪文傳     | 1968年           | 前身為「振裕食品行」旗下品牌。 創辦人洪文傳原為媽宮糕餅興盛派（鹹餅）學徒。                                         |
| 頂好   | 劉安吉     | 1985年           | 劉安吉以販售鹹餅起家，為媽宮傳統糕餅業興盛派系統後人。 承繼父親劉福銳「福興」招牌後，改名「頂好」。                 |